# Reserva de la biosfera isla de Ometepe
La Reserva Isla de Ometepe en Nicaragua es una reserva de la biosfera reconocida internacionalmente por la UNESCO el 2 de junio de 2010 y integrada al Programa Hombre y Biósfera.  El 19 de febrero de 2013 fue aprobada la ley 833 que declara y define los límites de la Reserva de la Biósfera Isla de Ometepe.  La Reserva está conformada por tres áreas protegidas y una zona de transición o desarrollo.

## Áreas protegidas
- Parque nacional Volcán Maderas:  El área protegida inicia a los 400 m s. n. m., protege uno de los bosques más conservados del país. Entre los habitats principales que alberga se encuentra el bosque nuboso, bosque húmedo, bosque de transición húmedo-seco y bosque tropical seco. Abarca una extensión de 6,180 ha. El volcán contiene todas las condiciones para ser un Parque nacional, debido a la importancia que presenta como es la provisión de agua para las comunidades que viven en la parte baja; así como las especies endémicas y en amenazadas que alberga. Este marco provee para el área una categoría de manejo con un grado mayor de conservación.

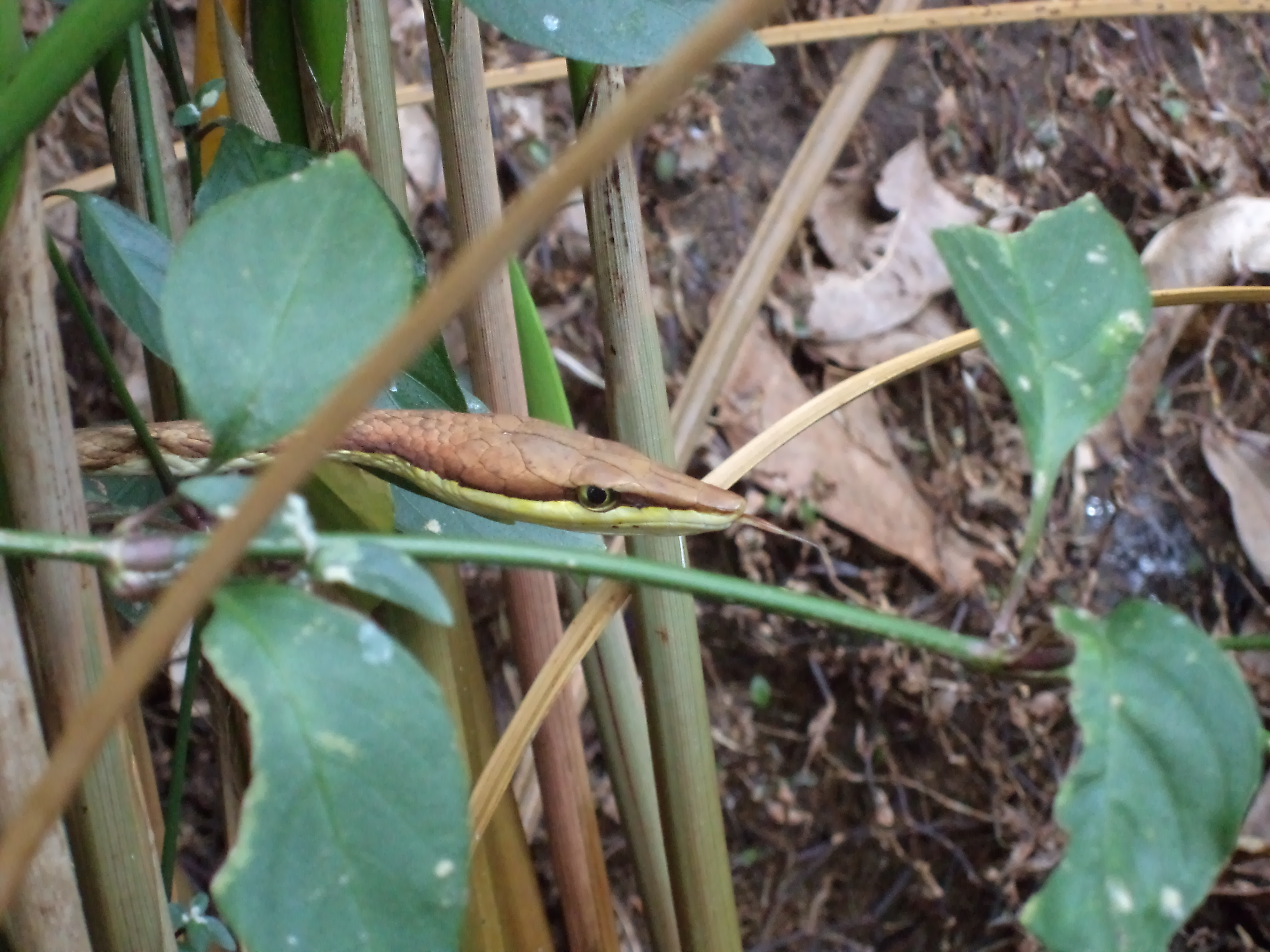
Culebra bejuquilla, en isla de Ometepe.

- Refugio de Vida Silvestre Peña Inculta-Humedal Istián: Esta es una nueva Área Protegida para el Sistema Nacional de Áreas protegidas. Con la aprobación de la ley se establece una extensión de 1,767 ha; en las cuales se incluye el Bosque seco de la Peña Inculta donde se ha identificado una de las poblaciones más grandes de la Lora Nuquiamarilla (Amazona auropalliata) con 158 parejas aproximadamente. Dormideros de por lo menos 250 Garza Blanca (Ardea alba); 1400 Piche Común (Dendrocyna autumnalis) por lo menos 20 Garza Tigre (Tigrisoma mexicanum); 80 Jacanas Centroamericanas (Jacana spinosa) y 88 Garza Patiamarilla (Egretta thula). El humedal también es uno de los pocos refugios para la pequeña población de Cuajipales que aún se encuentran en el humedal. El humedal tiene una mezcla de propietarios como es la Comunidad Indígena de Tilgue y una serie de pobladores.

- Reserva Natural Volcán Concepción: En el Volcán Concepción se definió una nueva delimitación para el área que abarca 10,168 hectáreas. Esta reserva es compartida por los dos municipios, un volcán activo que cuenta con una extensión de aproximadamente 3,000 hectáreas de bosque seco en las partes bajas; que con el propósito de protegerlo fueron incluidas dentro de la Reserva. El conjunto de estas tres áreas protegidas forman la Reserva de Biósfera, que está conformada por la zona núcleo y la zona de amortiguamiento de cada una de las Áreas Protegidas. Queda fuera del área protegida, pero bajo el reconocimiento de la UNESCO la zona de transición o zona de desarrollo.  Esta zona es donde se implementan los planes municipales; los planes maestros de las Alcaldías; los Planes de Ordenamiento territorial y en la Zona protegida su base para el manejo es el Plan de Manejo. La zona de transición o desarrollo es la zona donde se demuestra la armonía entre el hombre, el desarrollo y la conservación. Un gran reto para el turismo creciente; la agricultura y el desarrollo.

## Administración de la Reserva
Para la administración de la reserva y garantizar un buen sistema de gobernanza se crea la Comisión de la Reserva de Biósfera: integrada por 12 instituciones del Estado; 2 representantes de las ONG; 2 representantes del sector Económico; 2 representantes de las Comunidades y el Secretario de la Reserva de Biosfera. Este es un nuevo marco de Gobernanza para la Isla de Ometepe.  También se crea la Secretaría de la Reserva de Biosfera, un nuevo órgano ejecutor con Sede en la Isla de Ometepe. Esta secretaría queda integrada al Comité Nacional del Hombre y Biosfera.

## Financiamiento
El financiamiento para la conservación ha sido una de las principales debilidades de la conservación en nuestro país. Se hace necesario la Instalación de un Fondo Ambiental para canalizar recursos económicos que permitan reforzar las actividades de protección y monitoreo en la Isla de Ometepe. La ley 833 aborda de manera muy general el tema de financiamiento; mandata que en aras de garantizar los recursos que permitan una adecuada protección y gestión socio ambiental el poder ejecutivo asegurará los recursos técnicos y financieros que solicite el Ministerio del Medio ambiente atendiendo a la propuesta de la Comisión de la Reserva de Biósfera Isla de Ometepe. Además mandata a que se lleven a cabo procesos de valoración de los servicios ambientales generados en la misma y que sean susceptibles de generar ingresos, con el objetivo de que estos se conviertan en una retribución sostenible en beneficio de la RBO. También se mandata a tomar en cuenta la ley de Diversidad Biológica; que establece un sistema de cobros por ingresos a las áreas protegidas del país.